# Helenium
Helenium és un gènere de plantes asteràcies. Són plantes natives d’Amèrica.
Tenen flors compostes de color groc o taronja del tipus de la margarita. En anglès algunes de les espècies d’aquest gènere, (particularment Helenium autumnale) reben el nom de sneezeweed, nom que està basat en el fet que antigament havien estat utilitzades per a fer  snuff que s'inhalava per treure els mals esperits del cos. Les espècies més grosses d’aquest gènere poden arribar a fer 2 metres d’alt.
El nom del gènere prové d'Helena de Troia, filla de Zeus i de Leda.
També Helenium, es fa servir com a epítet específic (per exemple en Inula helenium)
`De les espècies d’Helenium se n’alimenten els lepidòpters com Phymatopus behrensii.

## Espècies[1][7][8]
1. Helenium amarum (Raf.) H.Rock	 - Estats Units, Califòrnia, Chihuahua, Coahuila, Cuba, República Dominicana
2. Helenium apterum (S.F.Blake) Bierner	- Durango
3. Helenium argentinum Ariza - Argentina
4. Helenium arizonicum S.F.Blake	- Arizona
5. Helenium aromaticum (Hook.) L.H.Bailey - Xile, Perú
6. Helenium atacamense Cabrera - Xile, Perú
7. Helenium autumnale L.	 - gran part d’ USA + Canadà
8. Helenium bigelovii A.Gray - Califòrnia, Oregon, Arizona
9. Helenium bolanderi A.Gray - Califòrnia, Oregon
10. Helenium brevifolium (Nutt.) Alph.Wood	 - sud-est d’USA
11. Helenium campestre Small - Arkansas, Louisiana
12. Helenium chihuahuensis Bierner	 - Chihuahua, Durango
13. Helenium donianum (Hook. & Arn.) Seckt	 - Argentina
14. Helenium drummondii H.Rock - Texas, Louisiana
15. Helenium elegans DC. - USA (sud de les Great Plains), nord-est de Mèxic
16. Helenium fimbriatum (Michx.) A.Gray - sud-est d’USA
17. Helenium flexuosum Raf. - USA + Canadà
18. Helenium glaucum (Cav.) Stuntz	 - Xile
19. Helenium insulare (Phil.) Cabrera - Xile
20. Helenium integrifolium - Guatemala, Mèxic
21. Helenium laciniatum A.Gray - Sonora, Sinaloa
22. Helenium linifolium Rydb. - sud de Texas
23. Helenium longiaristatum Cuatrec. - Argentina
24. Helenium mexicanum Kunth - Mèxic, Amèrica Central
25. Helenium microcephalum DC. - sud-oest d’USA, nord-est de Mèxic
26. Helenium ovallense Bierner - Xile
27. Helenium pinnatifidum (Schwein. ex Nutt.) Rydb. - sud-est d’ USA
28. Helenium polyphyllum Small - central Mississippi Valley
29. Helenium puberulum DC. - Baja California, Califòrnia, Oregon
30. Helenium quadridentatum Labill. - sud-est d’USA, Mèxic, Cuba, Belize
31. Helenium radiatum (Less.) Seckt - Uruguay, Argentina
32. Helenium scaposum Britton - Cuba
33. Helenium scorzonerifolium (DC.) A.Gray	 - Mèxic, Guatemala
34. Helenium thurberi A.Gray - Baja California Sur, Sinaloa, Nayarit, Chihuahua, Arizona
35. Helenium tinctorium (Molina) J.F.Macbr. - Xile
36. Helenium urmenetae (Phil.) Cabrera - Xile
37. Helenium vallenariense (Phil.) Bierner	 - Xile
38. Helenium vernale Walter - sud-est d’USA
39. Helenium virginicum S.F.Blake - Virginia, Missouri

## Cultiu
S'han desenvolupat nombrosos cultivars per a planta ornamental, principalment a partir de les espècies H. autumnale i H. bigelovii. Floreixen a finals d’estiu i a la tardor. Les espècies anuals es cultiven fàcilment a partir de les llavors i les perennes han de ser dividides cada any per tal que mantinguin el vigor. Toleren la secada. Els següents cultivars han guanyat el premi de Royal Horticultural Society, Award of Garden Merit:-

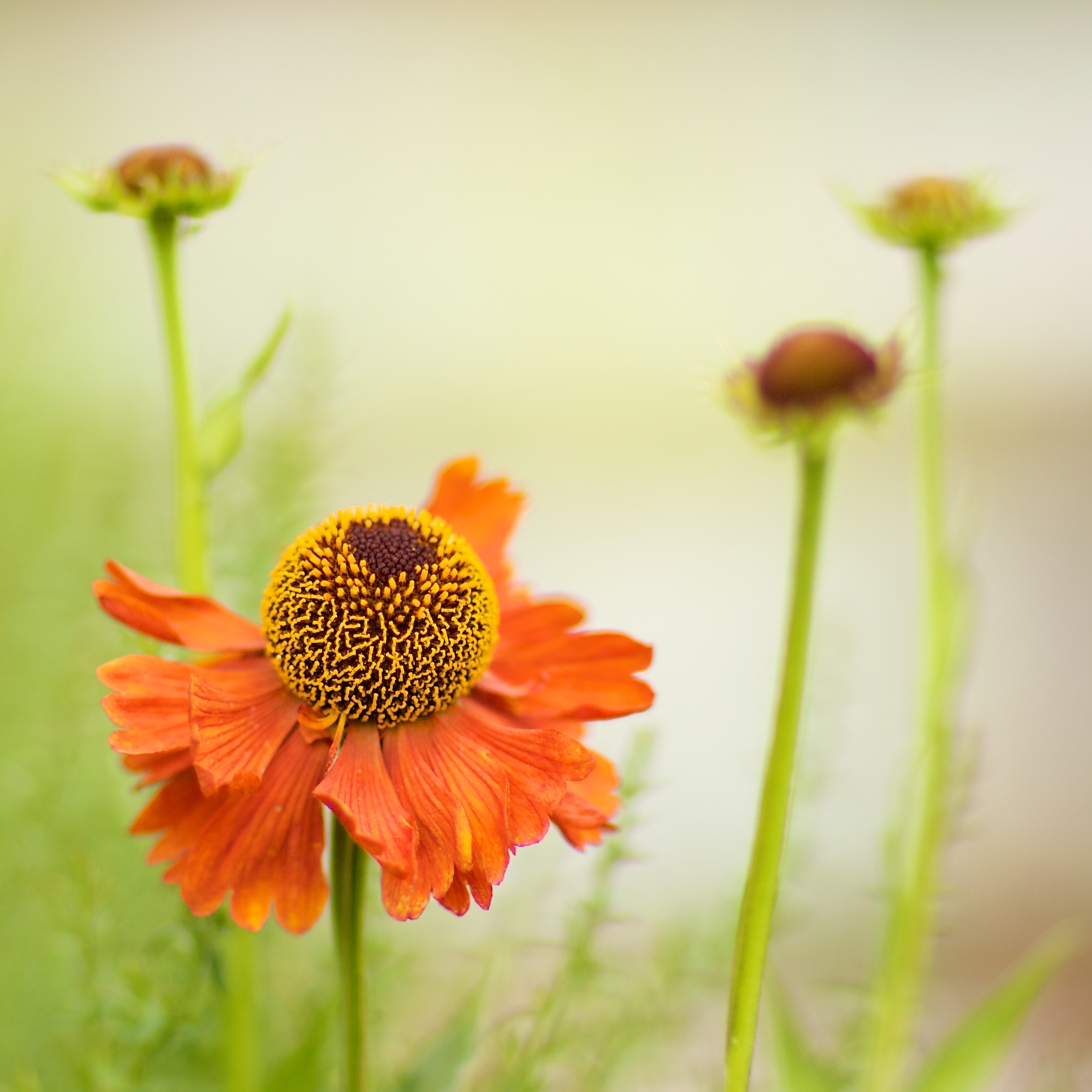
Híbrid d’Helenium, "Moerheim Beauty" [http://www.mobot.org/gardinghelp/plantfinder/plant.asp?code=C940

| - 'Baudirektor Linne' - 'Blütentisch' - 'Butterpat' - 'Feuersiegel' | - 'Gartensonne' - 'Karneol' - 'Moerheim Beauty' - 'Ring of Fire' | - 'Rubinzwerg' - 'Sahin's Early Flowerer' - 'Waltraut' - 'Wesergold' |